# Eligiusz Grabowski

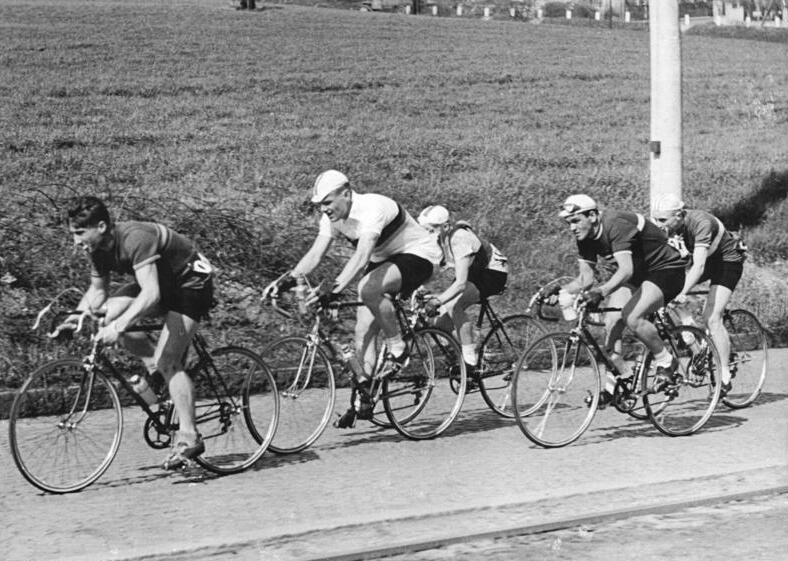
Wyścig Pokoju Praga-Berlin-Warszawa (1955): Holstroem, Grupe, Grabowski, Kogeff

Eligiusz Zygmunt Grabowski (ur. 15 stycznia 1935 w Warszawie, zm. 1 sierpnia 2021) – polski kolarz szosowy i przełajowy, mistrz i reprezentant Polski. Najlepszy polski kolarz szosowy w 1957 według klasyfikacji PZKol i challenge redakcji Przeglądu Sportowego.

## Życiorys
Był zawodnikiem Włókniarza Legnica (1947–1950) i Gwardii Warszawa.
W 1953 zwyciężył w górskich mistrzostwach Polski, w 1959 został przełajowym mistrzem Polski. Na mistrzostwach Polski w wyścigu ze startu wspólnego wywalczył w 1954 drugie miejsce. W tym samym roku został także wicemistrzem Polski w torowym wyścigu drużynowym na 4000 m na dochodzenie.
W 1954 został akademickim wicemistrzem świata, w 1957 reprezentował Polskę na mistrzostwach świata, ale nie ukończył wyścigu ze startu wspólnego.
Trzykrotnie startował w Wyścigu Pokoju: w 1954 i 1957 go nie ukończył, a w 1955 zajął w końcowej klasyfikacji 30. miejsce. Trzykrotnie zajmował miejsce w pierwszej dziesiątce Wyścigu Dookoła Polski: w 1955 był dziewiąty, w 1956 – piąty, w 1957 – dziesiąty. W 1957 zwyciężył w kryterium ulicznym o Puchar Dziennika Łódzkiego.
W 1957 zajął trzecie miejsce w klasyfikacji generalnej wyścigu Berliner Etappenfahrt. Stawał na podium etapów Wyścigu Pokoju (2. na 2. etapie w 1954) i Wyścigu Dookoła Polski (2. na 6. etapie w 1956).
W 1957 był klasyfikowany jako najlepszy kolarz szosowy w klasyfikacji PZKol i challenge redakcji Przeglądu Sportowego.

## Odznaczenia
- Złoty Krzyż Zasługi[5]